# Ceracis minutissimus
Ceracis minutissimus es una especie de coleóptero de la familia Ciidae.

## Distribución geográfica
Se encuentra Al Este de América del Norte.